# Mauremys mutica
Mauremys mutica är en sköldpaddsart som beskrevs av  Theodore Edward Cantor 1842. Mauremys mutica ingår i släktet Mauremys och familjen Geoemydidae. IUCN kategoriserar arten globalt som starkt hotad.
Denna sköldpadda förekommer i östra Kina och Vietnam. Den lever även på Taiwan, Hainan och på sydliga japanska öar.

## Underarter
Arten delas in i följande underarter:
- M. m. mutica
- M. m. kami